# Johann Baptist Krumpholz
Johann Baptist Krumpholz, także Jean-Baptiste Krumpholz, cz. Jan Křtitel Krumpholtz (ur. 8 maja 1742 w Budenicach koło Zlonic, zm. 19 lutego 1790 w Paryżu) – czeski harfista i kompozytor.

## Życiorys
Jego ojciec był muzykiem na dworze hrabiego Kinsky’ego, dawał synowi pierwsze lekcje muzyki. Johann Baptist początkowo uczył się gry na rogu, dopiero później zainteresował się harfą. Od 1772 roku występował w Wiedniu. Był uczniem Josepha Haydna i członkiem kapeli nadwornej księcia Esterházyego. Przyjaźnił się z Ludwigiem van Beethovenem i był jednym z jego pierwszych mentorów. W 1776 roku odbył tourneé koncertowe po Europie. Podczas pobytu w Metzu poślubił Anne-Marie Steckler, również cieszącą się uznaniem współczesnych harfistkę. W 1777 roku osiadł w Paryżu, gdzie prowadził działalność kompozytorską i pedagogiczną. Porzucony przez żonę, która uciekła z kochankiem do Anglii, popełnił samobójstwo topiąc się w Sekwanie. Jego brat, Wenzel Krumpholz (ok. 1750–1817), był skrzypkiem i kompozytorem.
Skomponował m.in. 2 symfonie, 6 koncertów na harfę, 2 duety na dwie harfy, utwory na harfę solo i harfę z towarzyszeniem innych instrumentów. Przyczynił się do rozwoju techniki gry na harfie i wzbogacenia jej możliwości brzmieniowych. W 1776 roku zademonstrował zbudowaną według własnego pomysłu harpe organisée, będącą ulepszeniem harfy pedałowej Christiana Hochbruckera.